# موندی، هند
موندی (به انگلیسی: Mundi) یک منطقهٔ مسکونی در هند است که در بخش خندوا واقع شده‌است. موندی ۲۵ کیلومتر مربع مساحت و ۳۰٬۰۰۰ نفر جمعیت دارد.